# Jaume Cirera

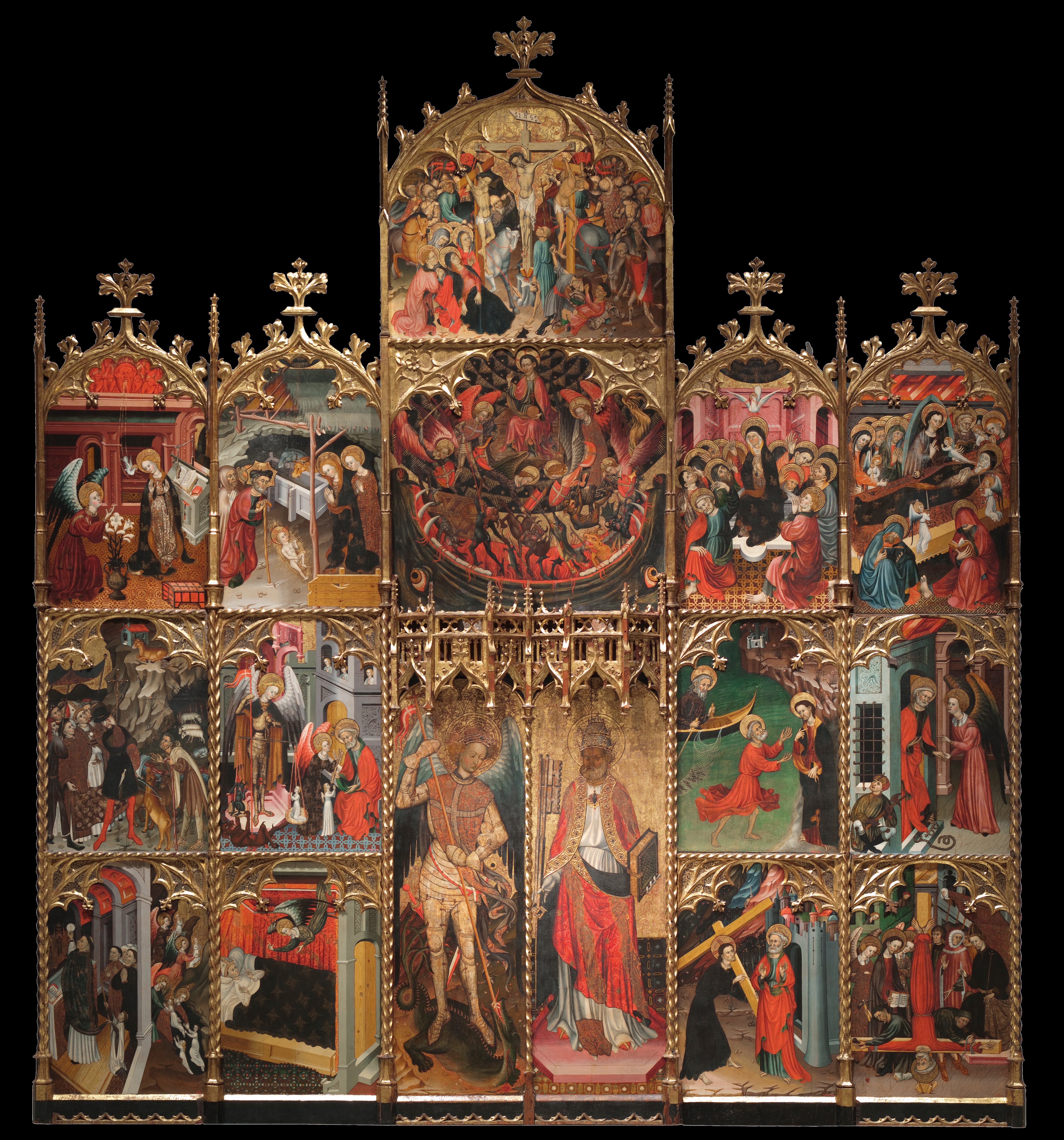
Retablo de San Pedro y San Miguel Arcángel (MNAC)

Jaume Cirera (primera mitad del siglo XV) fue un pintor gótico catalán, discípulo y colaborador de Jaume Cabrera. Durante el segundo cuarto del siglo XV estuvo asociado con Bernat Despuig y trabajaron juntos.
Su obra Lucha entre ángeles y demonios se encuentra expuesta actualmente en el Museo Nacional de Arte de Cataluña.

## Obra
- Retablo de San Pedro y San Miguel Arcángel (1432-1433) para la iglesia de Sant Miguel de la Seo de Urgel en colaboración con Bernat Despuig.
- Retablo de San Pedro (1450-1451) para el Conjunto monumental de las iglesias de San Pedro de Tarrasa en colaboración con Guillem Talarn
- Retablo de San Juan Bautista y San Miguel (primera mitad del siglo XV), en San Lorenzo de Morunys, en colaboración con Bernat Despuig.

- Datos: Q9011096
- Multimedia: Jaume Cirera / Q9011096